# Шилово (Раменский район)
Ши́лово — деревня в Раменском муниципальном районе Московской области. Входит в состав сельского поселения Софьинское. Население — 148 чел. (2010).

## Название
В писцовой книге 1646 года упоминается как Шипово, на плане Генерального межевания 1770-х годов обозначена как Шилова. Вероятно, при составлении плана межевания была допущена описка, в результате чего деревня стала называться по-новому. Первоначальное название связано с некалендарным личным именем Шип.

## География
Деревня Шилово расположена в западной части Раменского района, примерно в 5 км к юго-западу от города Раменское. Высота над уровнем моря 115 м. В 1 км к северу от деревни протекает река Москва. Ближайший населённый пункт — деревня Паткино.

## История
В 1926 году деревня являлась центром Шиловского сельсовета Софьинской волости Бронницкого уезда Московской губернии.
С 1929 года — населённый пункт в составе Раменского района Московского округа Московской области.
До муниципальной реформы 2006 года деревня входила в состав Софьинского сельского округа Раменского района.

## Население
| 1926 | 2002 | 2010 |
| ---- | ---- | ---- |
| 378  | ↘84  | ↗148 |

В 1926 году в деревне проживало 378 человек (140 мужчин, 238 женщин), насчитывалось 85 крестьянских хозяйств. По переписи 2002 года — 84 человека (34 мужчины, 50 женщин).